# Сјенице (жупа)
Сјеница (чешће у множини: Сјенице) је била средњовековна жупа у Србији. У повељи Дубровчанима, помиње је краљ Урош Први, 1251 . године. У вези са укидањем царина, о њој говори и цар Урош, 1360 . године. Такође,  помиње се место Carestina in coba de Senica, 1531 . године, Увац „на почетку“ а Дублица „на крају“  Сјенице. У жупу Сјенице је спадала и Камешница („Pocheraiz Vucksich de Senice de Camisniza“, око 15 км југоисточно од   данашње вароши ) коју је краљ Милутин дао Сопоћанима. По распаду царства, жупа је у власти Вука Бранковића и у њој је имао своју царину. По повратку из освојене Босне , у жупи је султан Мехмед Други Освајач регулисао питање плаћања царине за дубровачке трговце „на Синицах“, 7. јула 1463 . године. 